# Seth Greisinger
Seth Greisinger est un joueur de baseball américain né le 29 juillet 1975 à Kansas City.

## Biographie
Seth Greisinger participe aux Jeux olympiques d'été de 1996 à Atlanta et remporte la médaille de bronze. Il évolue depuis dans le club japonais Chiba Lotte Marines.